# Katherine Ésaü
Katherine Ésaü (née le 3 avril 1898 et décédée le 4 juin 1997) était une botaniste germano-américaine pionnière qui étudiait l'anatomie végétale et les effets des phytovirus. Ses livres Plant Anatomy (1953, 1965, 2006) et Anatomy of Seed Plants (1960, 1977) sont des textes clés. En 1989, Esaü a reçu la National Medal of Science « en reconnaissance de ses services distingués à la communauté américaine des biologistes végétaux et pour l'excellence de ses recherches pionnières, tant fondamentales qu'appliquées, sur la structure et le développement des plantes, qui ont duré plus de six décennies ; pour sa performance exceptionnelle en tant qu'éducatrice, en classe et à travers ses livres ; pour les encouragements et l'inspiration qu'elle a donnés à une légion de jeunes biologistes végétaux en herbe et pour avoir fourni un modèle spécial aux femmes dans le domaine scientifique ». Lorsque Katherine Ésaü est décédée en 1997, Peter Raven (directeur de l'anatomie et de la morphologie du Jardin botanique du Missouri), s'est rappelé qu'elle dominait absolument le domaine de la biologie végétale même à l'âge de 99 ans,.

## Vie personnelle et éducation
Ésaü est né le 3 avril 1898 à Ekaterinoslav, dans l'Empire russe, dans une famille de mennonites d'origine allemande, appelés « mennonites russes ». Elle a fréquenté une école paroissiale mennonite avant d'entrer à l'école secondaire. Ésaü a commencé à étudier l'agriculture en 1916 au Collège agricole des femmes Golitsine à Moscou, mais est rentrée chez elle à la fin de son deuxième semestre en raison de la révolution d'Octobre,,.
Le père de Katherine, John Ésaü, était maire d'Ekaterinoslav. La révolution a mis la famille en danger en raison de sa richesse, de sa position et de sa nationalité. Ésaü était considéré comme une « bourgeoisie contre-révolutionnaire ». La famille réussit à s'échapper en montant à bord d'un train de troupes allemandes à Ekaterinoslav le 20 décembre 1918, atteignant Berlin le 5 janvier 1919 après un voyage de deux semaines.
Bien que Berlin soit toujours en conflit, Katherine devient étudiante à la Berlin Landwirtschaftliche Hochschule (Collège agricole de Berlin en français). Elle a étudié la gestion agricole avec Friedrich Aereboe (en) et la sélection végétale avec le généticien Erwin Baur.
En 1922, la famille Esaü déménage à Reedley, en Californie, une communauté mennonite. Ésaü a travaillé brièvement comme femme de ménage et cuisinier pour une famille à Fresno. En 1923, elle travaille pour un ranch de production de semences, élevant et étudiant la betterave sucrière à Oxnard, en Californie. Après la faillite de cette entreprise, Esaü a travaillé pour la Spreckels Sugar Company (en) sur la résistance de la betterave sucrière au virus de l'enroulement apical de la betterave,,.
En 1927, Spreckels reçut la visite de Wilfred William Robbins, de la ferme universitaire de la branche nord du College of Agriculture (aujourd'hui l'université de Californie à Davis), et de Henry A. Jones de la division Davis des cultures maraîchères. Ésaü leur montra ses champs de betteraves et leur posa des questions sur le programme d'études supérieures de Davis. Robbins l'accepta et l'employa comme assistante diplômée dans la division botanique. Esaü a repris ses études à l'université de Californie à Davis en 1928. Comme Davis n'accordait pas de diplômes d'études supérieures à cette époque, elle s'est officiellement inscrite au doctorat. programme à travers l'université de Californie à Berkeley. Son comité de doctorat était composé de WW Robbins (botaniste et président), T. H. Goodspeed (en) (cytologue), et T. E. Rawlins, phytopathologiste. Ésaü a reçu officiellement son doctorat en 1931 qui a été accordé par l'université de Californie à Berkeley en 1932. Elle a également été élue à la société d'honneur Phi Beta Kappa en 1932,.
Ésaü a ensuite rejoint la faculté au nouveau poste de botaniste junior à la station d'expérimentation agricole du College of Agriculture. Elle a enseigné à l'université de Californie à Davis de 1932 à 1963. En 1963, elle a déménagé à l'université de Californie à Santa Barbara pour mieux poursuivre sa collaboration avec Vernon Cheadle (en).
Ésaü est décédé le 4 juin 1997 à Santa Barbara, en Californie.

## Recherche
Ésaü était une anatomiste végétale pionnière et ses livres Plant Anatomy (1953) et Anatomy of Seed Plants (1960) sont considérés comme des « textes emblématiques » de la biologie structurale des plantes. Ses premiers travaux en anatomie végétale se sont concentrés sur l'effet des virus sur les plantes, en particulier sur les tissus végétaux et leur développement. Ses recherches doctorales sont passées d'une étude sur le terrain à une étude en laboratoire sur la maladie à virus frisé de la betterave sucrière en raison de la difficulté de contenir les infections sur le terrain par la maladie. Cela l’a amenée à se concentrer sur l’anatomie végétale et en particulier sur les tissus du phloème , qui ont fait l’objet de sa carrière scientifique. Elle a vite découvert que le virus se propageait à travers les plantes le long du phloème. Elle a commencé à appliquer la microscopie électronique à ses recherches en 1960.
Tout en enseignant à l'université de Californie à Davis, elle a poursuivi ses recherches sur les virus et plus particulièrement sur le phloème, le tissu conducteur des aliments chez les plantes. Dans les années 1950, elle a collaboré avec le botaniste Vernon Cheadle (en) sur davantage de recherches sur le phloème. Son traité Le Phloème (1969) a été publié dans le volume 5 du Handbuch der Pflanzenanatomie. Ce volume a été reconnu comme le plus important de la série et constitue une source d'informations définitive sur le phloème.
Esaü a poursuivi ses recherches jusque dans ses 90 ans, publiant un total de 162 articles et cinq livres. Ses papiers sont conservés par le Département des collections spéciales de la bibliothèque Davidson de l'université de Californie à Santa Barbara. Elle a été mentor officiel de seulement 15 doctorants, mais sa capacité exceptionnelle en tant qu'enseignante a été reconnue et appréciée par beaucoup. Ray Evert, l'un des étudiants diplômés d'Esaü, déclare : « Le livre Anatomie végétale a donné vie à ce qui me semblait auparavant un sujet plutôt ennuyeux. Je n'étais pas le seul à être ainsi affecté. L'anatomie végétale a eu un impact énorme dans le monde entier, entraînant littéralement une revivification de la discipline. ».
Ésaü ne semble pas attacher d'importance à la reconnaissance qui lui est accordée, et elle dit à David Russell, qui a compilé son histoire orale : « Je ne sais pas comment j'ai été élu [pour la Médaille nationale des sciences]. Je n'en ai aucune idée. ce qui les a impressionnés chez moi. ». Lorsqu'Elga Ruth Wasserman (en) lui a demandé de réfléchir sur son éducation et sa carrière, Esaü a écrit en 1973 que les activités scientifiques dominaient sa carrière et a ajouté : « J'ai trouvé des moyens de maintenir mon indépendance spirituelle tout en m'adaptant aux politiques établies… Je n'ai jamais j'ai senti que ma carrière était affectée par le fait que je suis une femme. ».  De plus, après qu'on lui ait demandé en 1992 si elle se considérait comme une femme pionnière dans le domaine scientifique, Esaü a répondu : « C'est une chose tellement drôle. Je ne me suis jamais souciée d'être une femme. Il ne m'est jamais venu à l'esprit. J'ai toujours pensé que les femmes pouvaient faire aussi bien que les hommes. Bien sûr, la majorité des femmes ne sont pas formées pour penser de cette façon. Et je n'étais pas une femme au foyer. ».

## Reconnaissances
- Elle a été élue membre de l'Académie américaine des arts et des sciences en 1949[15].
- En 1951, elle était présidente de la Société américaine de botanique[5].
- En 1956, la Société américaine de botanique lui a décerné un certificat de mérite lors des célébrations de son jubilé d'or[5].
- En 1957, elle fut la sixième femme élue membre de l'Académie nationale des sciences[5].
- En 1962, elle a reçu un diplôme honorifique du Mills College d'Oakland[5].
- En 1964, elle est élue à la Société américaine de philosophie[16].
- En 1989, le président George H. W. Bush a décerné à Ésaü la National Medal of Science[17].

## Héritage
De nombreuses publications d'Ésaü sont hébergées et disponibles au prêt à la bibliothèque Cornelius Herman Muller (en) de l'université de Californie, au Centre Cheadle pour la biodiversité et la restauration écologique de Santa Barbara (en).
En mémoire de ses contributions en tant que conférencière, auteure et scientifique, le prix Katherine Esau est décerné à l'étudiante diplômée qui présente le meilleur article en biologie structurale et développementale lors de la réunion annuelle de la Société américaine de botanique.
Esau a créé le programme de bourses Katherine Ésaü en 1993 à l'université de Californie à Davis. Cela soutient les bourses d'études postdoctorales et juniors et certaines bourses d'études supérieures d'été.

## Travaux
- Katherine Ésaü, Plant Anatomy, New York, McGraw-Hill, 1953
- Katherine Ésaü, Esau's Plant anatomy : meristems, cells, and tissues of the plant body : their structure, function, and development, 2006 (ISBN 978-0-471-73843-5, DOI 10.1002/0470047380.fmatter, lire en ligne)
- Katherine Ésaü, Anatomy of Seed Plants, New York, John Wiley & Sons, 1960 (ISBN 0-471-24520-8)
- Katherine Ésaü, Plants, Viruses, and Insects, Cambridge, Harvard University Press, 1961
- Katherine Ésaü, Vascular Differentiation in Plants, Holt, Rinehart & Winston, 1965, p. 160
- Katherine Ésaü, Viruses in Plant Hosts, Madison, University of Wisconsin Press, 1968, p. 228
- Katherine Ésaü, The Phloem, Berlin, Gebrüder Borntraeger, 1969